# Vườn quốc gia sông Auburn
Vườn quốc gia sông Auburn là một vườn quốc gia ở Queensland, Úc. Nằm cách Brisbane 277 km về phía Tây bắc. Công viên nằm trên sông Auburn, một nhánh của sông Burnett, phía tây nam của Mundubbera.
Vườn quốc gia sông Auburn được thành lập vào năm 1964 và nổi bật với một hẻm núi sông dốc và rừng gỗ cứng.
Người ta cho phép cắm trại trên bờ phía bắc của con sông tại một cắm trại, nơi một số cơ sở được cung cấp. Cắm trại trong các khu vực cây bụi cũng được cho phép.